# Metge

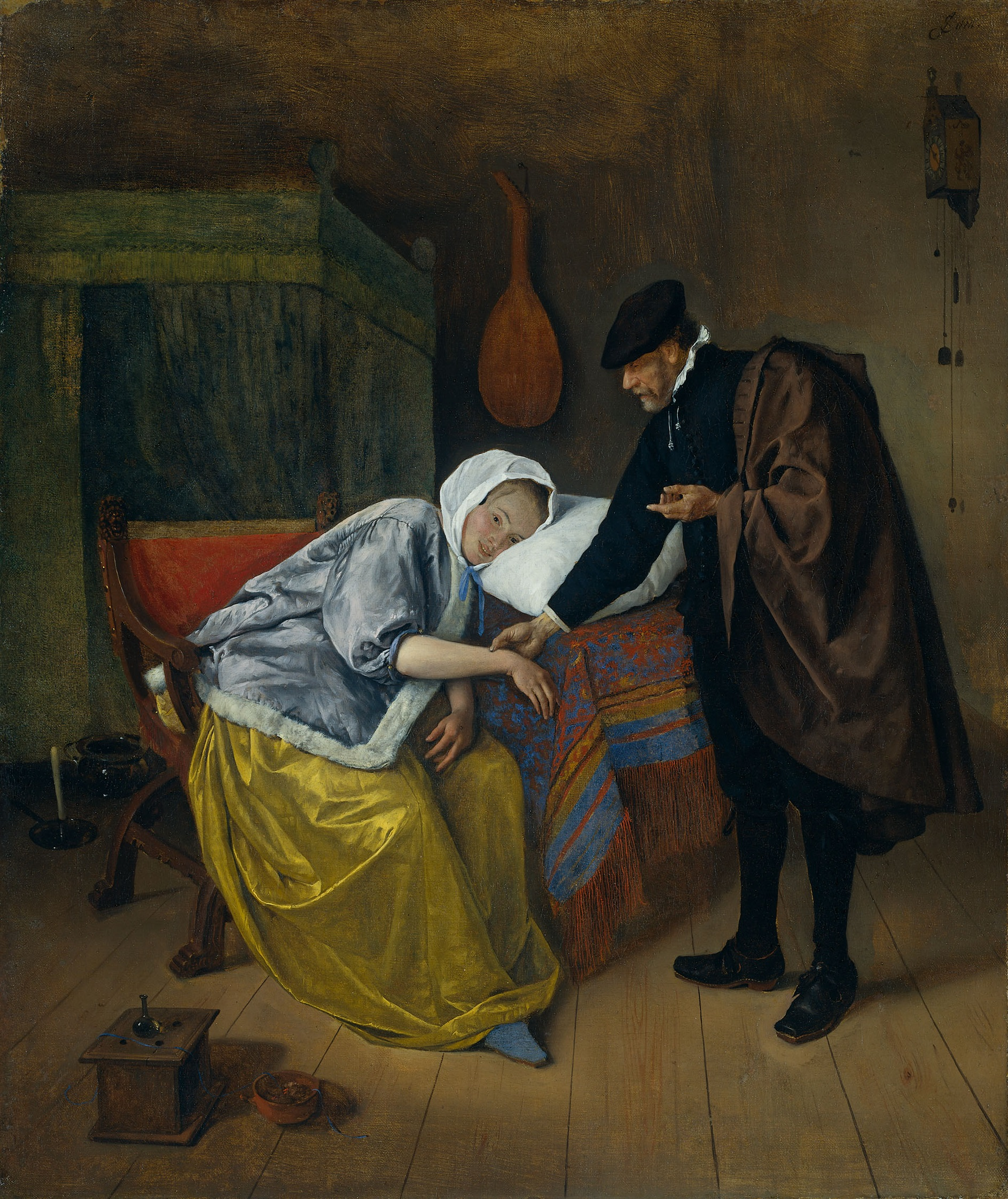
El doctor i el seu pacient (segle XVII) de Jan Havicksz Steen.

Un metge (en femení, metge, metja o metgessa) és un professional que practica la medicina i que intenta mantenir i recuperar la salut humana mitjançant l'estudi, el diagnòstic i el tractament de la malaltia o lesió del pacient. De forma col·loquial, es denomina també doctor (en femení, doctora) a aquests professionals, encara que no hagin obtingut el grau de doctorat. El metge és un professional altament qualificat en matèria sanitària, que és capaç de donar respostes generalment encertades i ràpides a problemes de salut, mitjançant decisions preses habitualment en condicions de gran incertesa, i que necessita formació continuada al llarg de tota la seva vida laboral.
El principal objectiu del metge, i per extensió, de la Medicina, és «tenir cura de la salut del pacient i alleujar el seu patiment». «El metge poques vegades cura, algunes alleuja, però sempre ha de consolar».